# Директива 2014/35/EU
Директива 2014/35/EU Европейского парламента о низковольтном оборудовании (англ. Low Voltage Directive LVD), направлена на повышение безопасности использования электроприборов для жизни и здоровья людей, животных, а также имущества, кроме того данная директива направлена на гармонизацию стандартов безопасности в Европейском союзе и снижение торговых барьеров.
В соответствии с директивой 2014/35/EU, электроприборы должны быть сконструированы и изготовлены таким образом, чтобы при правильной инсталляции, использовании и обслуживании обеспечивалась безопасность потребителя.
При этом директива о низковольтном оборудовании определяет требования безопасности, касающиеся не только защиты от поражения электрическим током, но и от воздействия высоких температур, излучения и механических воздействий, а также определяет требования к маркировке.
Только товары, полностью советующие требованиям директивы о низковольтном оборудовании 2014/35/EU, могут быть выпущены на европейский рынок и маркированы знаком CE.
Первая директива ЕС об низковольтном оборудовании была принята в 1973 году под номером 73/23/EEC. Позже в 1993 году её сменила директива 93/68/EEC. В 2006 году было принято новое издание директивы о низковольтном оборудовании 2006/95/EC.
Директива 2014/35/EU о низковольтном оборудовании была принята Европейским парламентом 26 февраля 2014 года с целью гармонизации технических стандартов ЕС в отношении электрических приборов. Директива 2014/35/EU заменила собой устаревшую директиву 2006/95/EC, которая полностью утрачивает свою силу с 19 апреля 2016 года.

## Область применения
Директива 2014/35/EU распространяется на все электрические приборы, работающие при переменном напряжении от 50 до 1000 вольт, и при постоянном напряжении от 75 до 1500 вольт.